# Cleidogona tequila
Cleidogona tequila är en mångfotingart som beskrevs av Shear 1972. Cleidogona tequila ingår i släktet Cleidogona och familjen Cleidogonidae. Inga underarter finns listade i Catalogue of Life.